# Klári saga
Klári saga (o la saga de Clarus) es una de las más tempranas sagas caballerescas en nórdico antiguo, posiblemente escrita a principios del siglo XIV. Se ha especulado que la fuente principal de la saga procede de una obra original en latín, compuesta por Jón Halldórsson obispo de Skálholt en Islandia.

## Trama
El protagonista de la historia, el príncipe alemán Klarus, se enamora de la princesa Serena de Francia. Contra el consejo de su maestro, Perus, él pide la mano de Serena en matrimonio, pero ella se burla de él. Los intentos posteriores tienen aun menos éxito, lo que lleva a Klarus ser azotado y humillado. Finalmente Klarus y Perus logran embrujar a la dama de honor para ayudar a su causa y Klarus finalmente consigue a Serena. A raíz de esto sigue un largo desenlace donde Perus y Klarus humillan y maltratan a Serena. Finalmente, ella se convierte en la reina de Klarus en un final feliz.